# Ansi Agolli
Ansi Agolli (Tirana, 11 oktober 1982) is een Albanees voetballer die uitkomt voor FK Qarabağ. Hij speelde in zijn actieve carrière onder meer in Albanië, Zwitserland en Finland.

## Clubcarrière
Agolli begon zijn carrière bij FK Tirana en werd in 1999 uitgeleend aan KS Elbasani. In 2000 keerde hij terug naar FK Tirana om er profvoetballer te worden. Na slechts een tiental wedstrijden in de eerste ploeg werd hij voor het seizoen 2002/03 uitgeleend. Ditmaal trok hij naar KS Apolonia Fier om na één seizoen opnieuw naar FK Tirana terug te keren. Na twee succesvolle seizoenen werd hij opgemerkt door Neuchâtel Xamax FC en maakte hij de overstap naar Zwitserland.
Opnieuw bleef hij maar één seizoen bij dezelfde club en trok hij voor het seizoen 2006/07 naar FC Luzern. Hier liep het niet zoals verhoopt zodat Agolli in 2007 met een vrije transfer naar het Finse VPS Vaasa verhuisde. In de zomer van 2008 werd hij opnieuw uitgeleend aan FK Tirana. In december 2008 keerde hij dan terug naar VPS Vaasa. Na opnieuw een tussenstop bij FK Tirana belandde Agolli in de zomer van 2009 bij het Oekraïense Kryvbas Kryvy Rih. Die club verhuurde hem vervolgens in 2010 aan FK Qarabağ uit Azerbeidzjan. Sinds 2011 staat hij onder contract bij FK Qarabağ. Zowel in het seizoen 2013/14, 2014/15 als 2015/16 werd Agolli met FK Qarabağ kampioen in de Premyer Liqası.

## Interlandcarrière
Agolli speelde op 3 september 2005 zijn eerste interland voor Albanië, tegen Kazachstan. Hij verving Altin Haxhi na de rust. Hij speelde sindsdien meer dan zestig interlands, waarin hij tweemaal tot scoren kwam. In juni 2016 nam Agolli met Albanië deel aan het Europees kampioenschap voetbal 2016 in Frankrijk, het eerste interlandtoernooi waarvoor het land zich ooit plaatste. In het tweede en derde groepsduel was hij aanvoerder. Albanië werd in de groepsfase uitgeschakeld na een overwinning op Roemenië (1–0) en nederlagen tegen Zwitserland (0–1) en Frankrijk (0–2).
| Interlanddoelpunten | Interlanddoelpunten | Interlanddoelpunten | Interlanddoelpunten     | Interlanddoelpunten | Interlanddoelpunten | Interlanddoelpunten | Interlanddoelpunten |
| #                   | Datum               | Locatie             | Wedstrijd               | Goal(s)             | Score               | Uitslag             | Wedstrijd           |
| ------------------- | ------------------- | ------------------- | ----------------------- | ------------------- | ------------------- | ------------------- | ------------------- |
| 1                   | 10 juni 2009        | Tirana              | Albanië – Georgië       | 58'                 | 1 – 1               | 1 – 1               | Vriendschappelijk   |
| 2                   | 12 augustus 2009    | Tirana              | Albanië – Cyprus        | 71'                 | 5 – 1               | 6 – 1               | Vriendschappelijk   |
| 3                   | 2 september 2017    | Tirana              | Albanië – Liechtenstein | 78'                 | 2 – 0               | 2 – 0               | Vriendschappelijk   |

## Statistieken
| seizoen | club                | land         | competitie          | duels | goals |
| ------- | ------------------- | ------------ | ------------------- | ----- | ----- |
| 1999/00 | KS Elbasani         | Albanië      | Kategoria Superiore | 17    | 0     |
| 2000/01 | FK Tirana           | Albanië      | Kategoria Superiore | 1     | 0     |
| 2001/02 | FK Tirana           | Albanië      | Kategoria Superiore | 3     | 0     |
| 2002/03 | KS Apolonia Fier    | Albanië      | Kategoria Superiore | 12    | 1     |
| 2003/04 | FK Tirana           | Albanië      | Kategoria Superiore | 23    | 1     |
| 2004/05 | FK Tirana           | Albanië      | Kategoria Superiore | 31    | 4     |
| 2005/06 | Neuchâtel Xamax FC  | Zwitserland  | Super League        | 29    | 3     |
| 2006/07 | FC Luzern           | Zwitserland  | Super League        | 8     | 0     |
| 2007    | VPS Vaasa           | Finland      | Veikkausliiga       | 18    | 0     |
| 2008    | VPS Vaasa           | Finland      | Veikkausliiga       | 15    | 1     |
| 2008/09 | FK Tirana (huur)    | Albanië      | Kategoria Superiore | 29    | 5     |
| 2009/10 | Kryvbas Kryvy Rih   | Oekraïne     | Vysjtsja Liha       | 13    | 0     |
| 2010/11 | → FK Qarabağ (huur) | Azerbeidzjan | Premyer Liqası      | 31    | 0     |
| 2011/12 | FK Qarabağ          | Azerbeidzjan | Premyer Liqası      | 31    | 1     |
| 2012/13 | FK Qarabağ          | Azerbeidzjan | Premyer Liqası      | 27    | 1     |
| 2013/14 | FK Qarabağ          | Azerbeidzjan | Premyer Liqası      | 34    | 1     |
| 2014/15 | FK Qarabağ          | Azerbeidzjan | Premyer Liqası      | 26    | 0     |
| 2015/16 | FK Qarabağ          | Azerbeidzjan | Premyer Liqası      | 24    | 0     |
| 2016/17 | FK Qarabağ          | Azerbeidzjan | Premyer Liqası      | 21    | 0     |
| 2017/18 | FK Qarabağ          | Azerbeidzjan | Premyer Liqası      | 19    | 0     |

Bijgewerkt tot en met het seizoen 2017/18.

## Erelijst
FK Tirana
- Albanees landskampioen

2003/04, 2004/05, 2008/09
- Albanees bekerwinnaar

2000/01, 2001/02
- Albanese Supercup

2000, 2002
 FK Qarabağ
- Azerbeidzjaans landskampioen

2013/14, 2014/15, 2015/16, 2016/17, 2017/18
- Azerbeidzjaanse voetbalbeker

2014/15, 2015/16, 2016/17